# Plebiscit o samostojnosti Slovenije
Plebiscit o samostojnosti Slovenije je potekal 23. decembra 1990, na njem so se slovenski volivci odločali o vprašanju »Ali naj Republika Slovenija postane samostojna in neodvisna država?«
Po Zakonu o plebiscitu o samostojnosti in neodvisnosti Republike Slovenije, ki ga je 6. decembra 1990 sprejela Skupščina Republike Slovenije, se je morala za uspeh plebiscita o vprašanju pozitivno opredeliti več kot polovica vseh volivnih upravičencev.
Rezultati so bili razglašeni 26. decembra. Plebiscit je imel 93,2 % udeležbo. 1.289.369 udeležencev oz. 95,71 % se jih je odločilo za samostojno in neodvisno Slovenijo, kar predstavlja 88,5 % vseh takratnih volilnih upravičencev. 25. junija 1991 je slovenski parlament sprejel ustavni zakon za uresničitev Temeljne ustavne listine o samostojnosti in neodvisnosti Slovenije, Deklaracijo o neodvisnosti in več zakonov, s katerimi je Slovenija prevzela izvrševanje suverenih pravic na svojem ozemlju, ki jih je v preteklosti prenesla na organe SFRJ. 